# Great Smoky Mountains

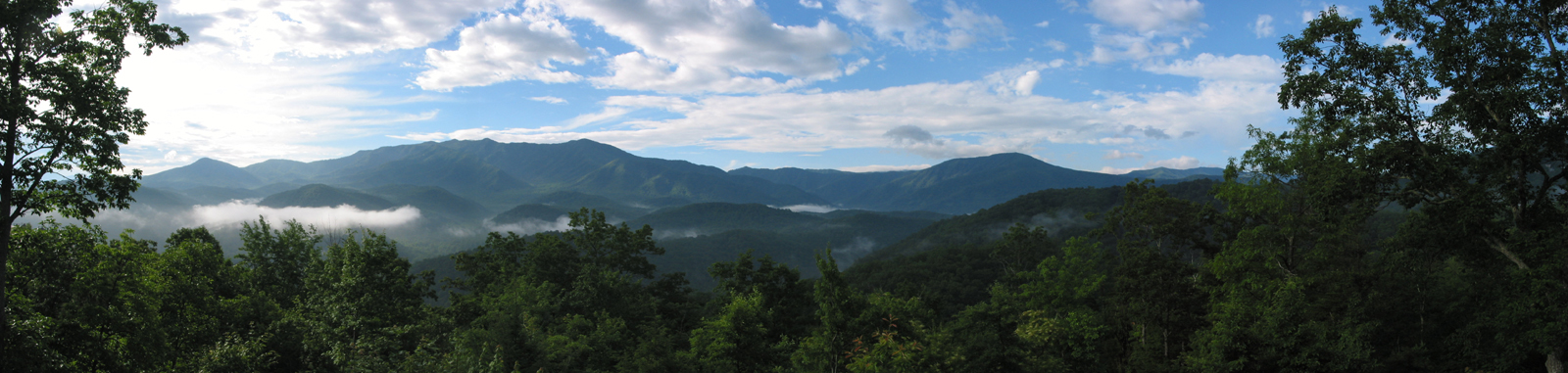
smoky mountain

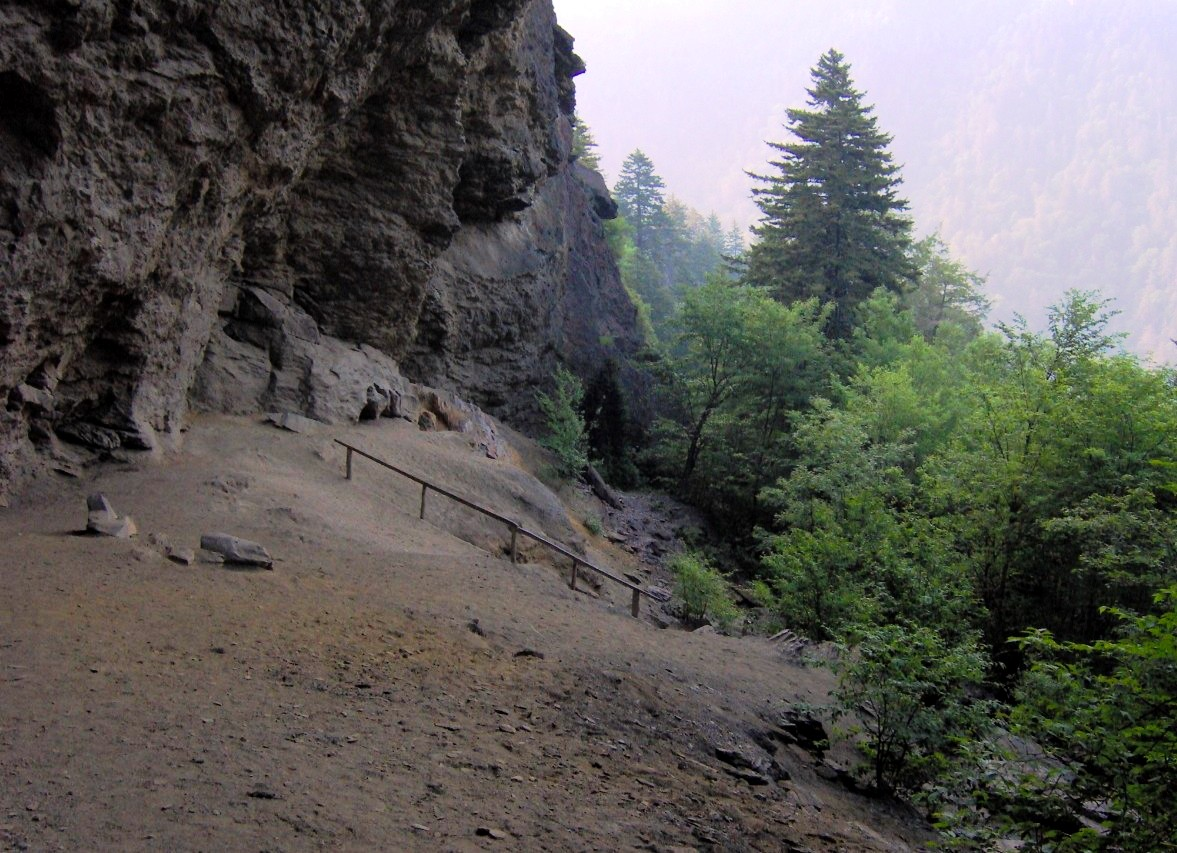
Presso il sentiero della grotta d'allume

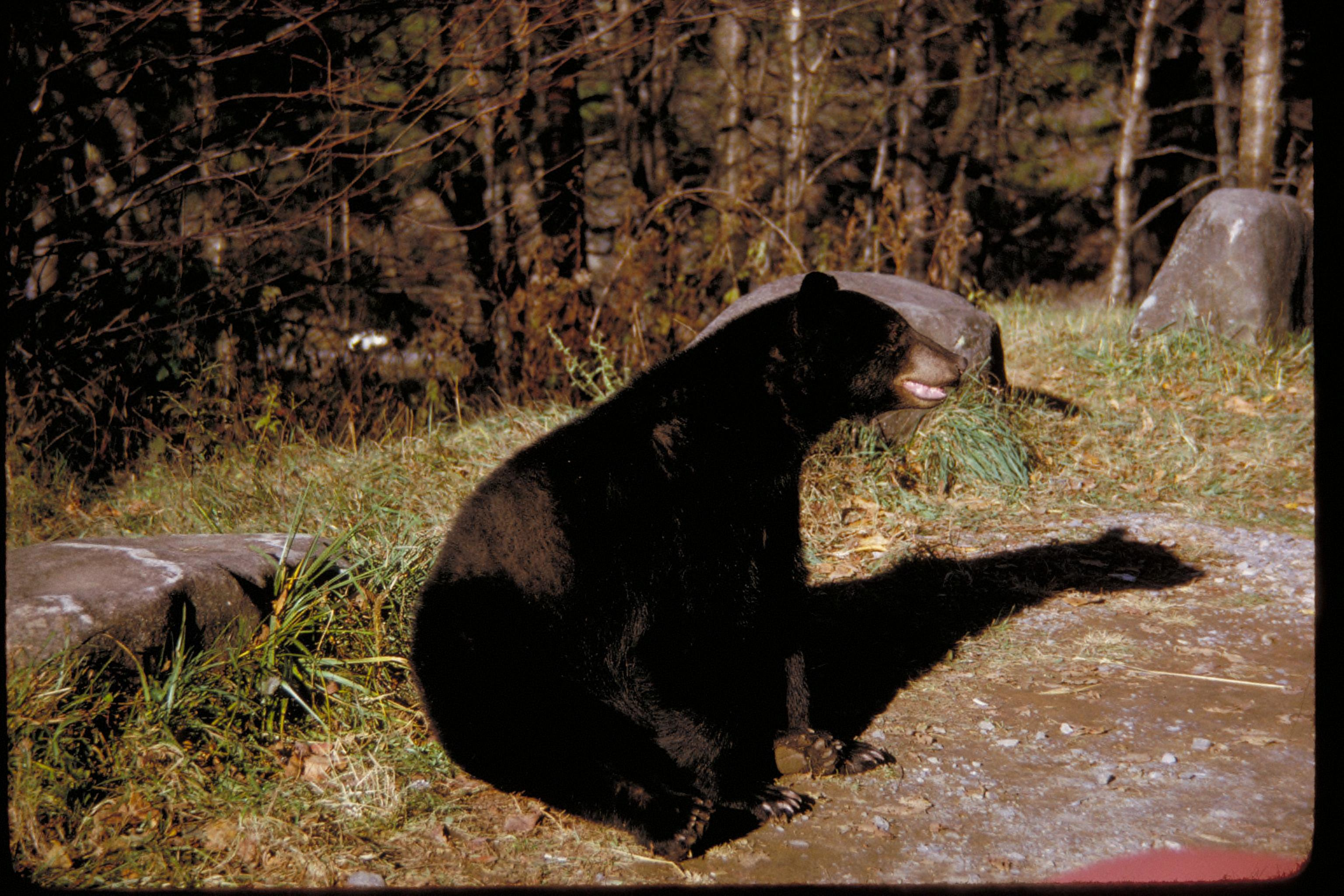
Orso nero

Le Great Smoky Mountains (letteralmente "Grandi Montagne Fumose"), dette anche Smoky (o Smokey) Mountains o informalmente Smokies, sono una catena montuosa situata sul confine fra Tennessee e Carolina del Nord, negli Stati Uniti sudorientali. Sono parte del più ampio sistema dei Monti Appalachi. Le Smoky Mountains sono note soprattutto per il Parco nazionale omonimo, fondato nel 1934, il cui territorio include gran parte della catena.

## Montagne
La vetta più alta è il Clingmans Dome, con un'altezza di 2025 metri, la più alta del Tennessee e la terza più alta della catena degli Appalachi.
| Montagna             | Altezza | Prominenza | Ubicazione          | Origine del nome                                                           |
| -------------------- | ------- | ---------- | ------------------- | -------------------------------------------------------------------------- |
| Clingmans Dome       | 2 025 m | 1 373 m    | Smokies centrali    | Thomas Lanier Clingman (1812–1897), agrimensore                            |
| Mount Guyot          | 2 018 m | 482 m      | Smokies orientali   | Arnold Guyot (1807–1884), agrimensore                                      |
| Mount Le Conte       | 2 010 m | 415 m      | Smokies centrali    | Joseph Le Conte o John Le Conte, scienziato                                |
| Mount Chapman        | 1 956 m | 176 m      | Smokies orientali   | David Chapman (1876–1944), promotore del parco                             |
| Old Black            | 1 942 m | 52 m       | Smokies orientali   | abeti rossi sulla sommità                                                  |
| Luftee Knob          | 1 900 m | 96 m       | Smokies orientali   | fiume Oconaluftee                                                          |
| Mount Kephart        | 1 895 m | 200 m      | Smokies centrali    | Horace Kephart (1862–1931), autore                                         |
| Mount Collins        | 1 886 m | 142 m      | Smokies centrali    | Robert Collins, guida montana                                              |
| Marks Knob           | 1 880 m | 76 m       | Smokies orientali   |                                                                            |
| Tricorner Knob       | 1 865 m | 48 m       | Smokies orientali   | intersezione tra Balsam crest e Great Smokies crest                        |
| Andrews Bald         | 1 804 m | 48 m       | Smokies centrali    | forse Andres Thompson, uno dei primi coloni                                |
| Mount Sterling       | 1 781 m | 202 m      | Smokies orientali   | probabilmente per minerali di piombo scambiati per argento                 |
| Silers Bald          | 1 709 m | 102 m      | Smokies occidentali | Jesse Siler, che ha usato le montagne per il pascolo                       |
| Thunderhead Mountain | 1 684 m | 332 m      | Smokies occidentali | coperta costantemente dalle nuvole                                         |
| Gregory Bald         | 1 508 m | 337 m      | Smokies occidentali | Russell Gregory (1805–1863), Cades Cove residente                          |
| Mount Cammerer       | 1 502 m | 2 m        | Smokies orientali   | Arno B. Cammerer (1883–1941), direttore NPS (Servizio del parco nazionale) |
| Chimney Tops         | 1 463 m | 61 m       | Smokies centrali    | somiglianza con i camini di capanne                                        |
| Blanket Mountain     | 1 404 m | 152 m      | Smokies occidentali | coperta lasciata sulla montagna da Return Meigs come punto di riferimento  |
| Shuckstack           | 1 225 m | 91 m       | Smokies occidentali |                                                                            |